# (52593) 1997 QF2
1997 كيو أف 2 (ويعرف أيضًا باسم (52593) 1997 كيو أف 2 وفق تسمية الكوكب الصغير) (بالإنجليزية: 1997 QF2)‏ هو كويكب ضمن حزام الكويكبات؛ وترتيبه 52593 من حيث الاكتشاف.
اكتُشف هذا الجُرم الفلكي بواسطة تاكيشي أوراتا ‏ في 27 أغسطس 1997.

## وصلات خارجية
- (52593) 1997 QF2 في قاعدة بيانات مختبر الدفع النفاث لأجرام النظام الشمسي الصغيرة

- الاكتشاف · مخطط المدار ·  العناصر المدارية · المعلمات المادية

- (52593) 1997 QF2 على موقع ويكي سكاي: DSS2, SDSS, GALEX, IRAS, Hydrogen α, X-Ray, Astrophoto, Sky Map, Articles and images